# Nigel Green
Nigel Green (Pretoria, 15 de octubre de 1924 - Brighton, 15 de mayo de 1972) fue un actor de teatro, cine y televisión británico, recordado como actor de carácter. Sus actuaciones destacan en películas como Jasón y los argonautas (1963), Zulu (1964) y The Ipcress File (1965).

## Biografía
Hijo de un profesor, se trasladó en su niñez al Reino Unido, donde realizó sus estudios básicos en el King's College School, un colegio londinense para alumnos aventajados, continuando con estudios de Ingeniería química en la Universidad de Londres. Aficionado al teatro, consiguió una beca para estudiar en la Royal Academy of Dramatic Art, apareciendo en los escenarios del Old Vic y la Royal Shakespeare Company, a comienzos de la década de 1950. 
En 1952 y 1953 apareció en un par de capítulos en series de televisión estadounidense y en 1954 participó en tres películas británicas Meet Mr. Malcolm (1954), Stranger from Venus (1954) y The Sea Shall Not Have Them, de Lewis Gilbert; en las dos últimas como oficial de policía. Su talento; su notable estatura, 1,93 m., y su estilo dominante, lo fueron perfilando como actor de carácter. 
En 1956 actuó en Reach for the Sky (1956), una película bélica sobre Douglas Bader premiada con el premio BAFTA, también dirigida por Lewis Gilbert. El mismo año apareció en un capítulo de la serie de televisión The Adventures of Robin Hood (1955-1960), serie en la cual también participó su esposa Patricia Marmont; y en la serie The Adventures of Sir Lancelot (1956). Al año siguiente lo hizo en el film Bitter Victory (1957) de Nicholas Ray. Continuó apareciendo en películas de distintos géneros en el resto de la década. 
En la década de 1960, interpretó el papel de Hercules en Jasón y los argonautas (1963), film que fue un éxito de taquilla, recordado por sus notables efectos especiales. Otros filmes de éxito de la década, en los cuales participó, fueron Zulu (1964), The Face of Fu Manchu (1965), The Ipcress File (1965), Khartoum (1966), Let's Kill Uncle (1966), Tobruk (1967), de Arthur Hiller; Más peligrosas que los hombres (1967) de William Castle; Mercenarios sin gloria (1968), La mansión de los siete placeres (1969) y La carta del Kremlin (1969), de John Huston. En la década de 1970 participó en seis series de televisión y en películas, entre las cuales destaca La clase dirigente (1972). 
Su última y póstuma aparición en pantalla fue en Gawain and the Green Knight (1973).
Durante su carrera interpretó mayormente papeles como militar, policía y personajes medievales; en películas de distintos géneros como el policíaco, el bélico, de horror, comedia y fantasía.
Murió en su residencia en Dallington, East Sussex, de una sobredosis de tabletas para dormir a la edad de 47 años.

## Filmografía
- The Sea Shall Not Have Them (1954)
- As Long as They're Happy (1955)
- Reach for the Sky (1956)
- Find the Lady (1956)
- Bitter Victory (1957)
- Corridors of Blood (1958)
- Witness in the Dark (1959)
- Beat Girl (1959)
- The Criminal (1960)
- League of Gentlemen (1960)
- Sword of Sherwood Forest (1960)
- Gorgo (1961)
- Mysterious Island (1961)
- The Queen's Guards (1961)
- The Spanish Sword (1962)
- The Durant Affair (1962)
- The Primatives (1962)
- Mystery Submarine (1963)
- Jason and the Argonauts (1963)
- The Man Who Finally Died (1963)
- Zulu (1964)
- Saturday Night Out (1964)
- The Masque of the Red Death (1965)
- The Skull (1965)
- The Ipcress File (1965)
- The Face of Fu Manchu (1965)
- Khartoum (1966)
- Let's Kill Uncle (1966)
- Tobruk (1967)
- Deadlier than the Male (1967)
- The Queen's Traitor (1967)
- Play Dirty (1968)
- The Wrecking Crew (1969)
- Fräulein Doktor (1969)
- The Kremlin Letter (1970)
- Countess Dracula (1971)
- The Ruling Class (1972)
- Gawain and the Green Knight (1972)